# Club Med 2
Pour les articles homonymes, voir Club Med (homonymie) et Med.
Le Club Med 2 est un paquebot à propulsion mixte diesel/voile. C'est une goélette à cinq-mâts et à voiles d'étai dont la construction commence en 1989 aux chantiers navals du Havre (Société nouvelle des Ateliers et Chantiers du Havre). Il est lancé en 1992 et passe les six premières années de navigation dans le Pacifique, pour finalement alterner par la suite principalement entre la Méditerranée et les Caraïbes.
Ce voilier est le sister-ship de l'ex-Club Med 1 (1988), devenu depuis le Wind Surf en 1998. Le Club Med 2 est le plus grand voilier cinq-mâts naviguant.

## Histoire

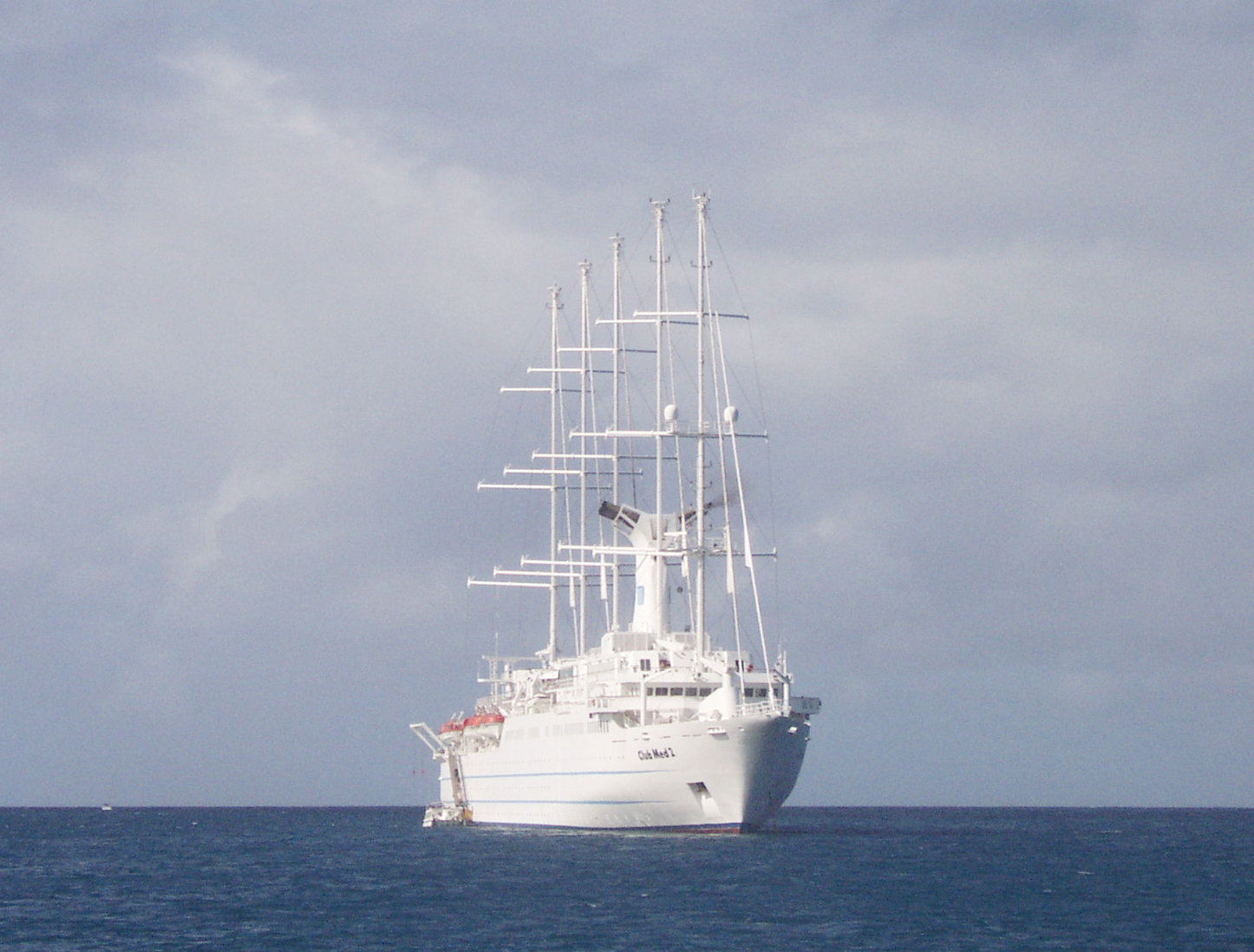
Club Med 2 au mouillage aux Caraïbes

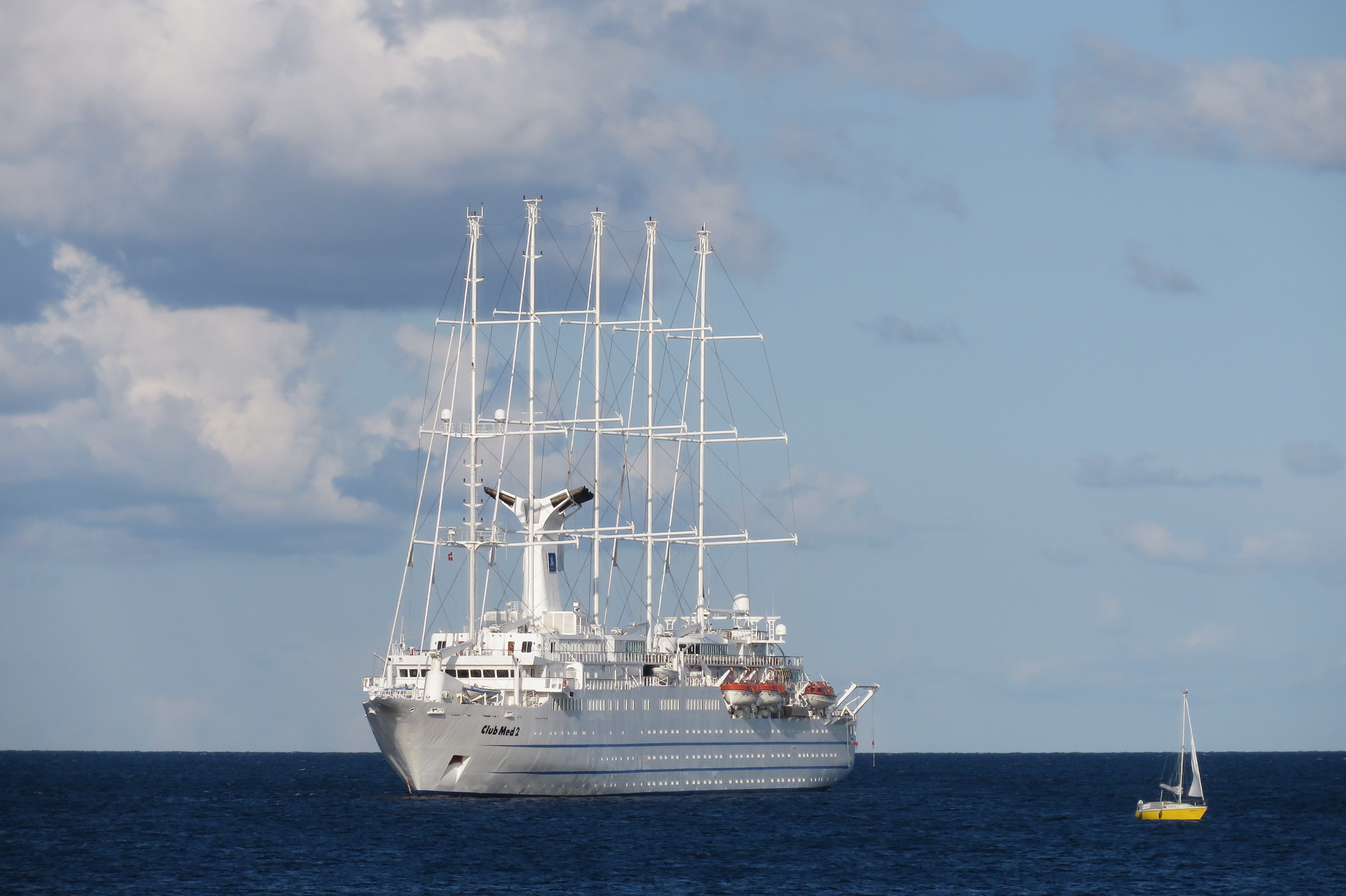
Club Med 2 à Bornholm

Les premières croisières sont commercialisées par le Club Méditerranée au milieu des années 1960. L'entreprise loue alors l'Yvan Franko, un grand paquebot de croisières russe, et le fait naviguer l'hiver 1965 sur la Méditerranée ; peu de clients sont volontaires pour aller sur la mer déchainée en cette saison-là : un échec. L'initiative n'est pas reconduite l'été suivant.
Quelques décennies plus tard, Gilbert Trigano promet de ne pas se lancer dans la croisière comme activité annexe aux villages. Pourtant après le Club Med 1, il fait construire le Club Med 2.
La construction débute à l'initiative de Jean-Marc Poylo (PDG de l'entreprise Services et Transports) et Gilbert Trigano. Le voilier est mis en service en 1992. En juin 2009, le voilier repart en mer après avoir bénéficié d'une rénovation importante supervisée par Sophie Jacqmin.
Le Club méditerranée, qui depuis plusieurs années se recentre sur son cœur de métier, annonce fin 2015 vouloir vendre ce navire.

## Descriptif
Ce navire de croisière à faible tirant d'eau, long de 187 m, est décrit comme « un grand yacht à voiles au gréement particulier qui rappelle un cinq-mâts goélette ». Il possède huit ponts pour un total de 2 000 m2 en teck et cinq mats d'une cinquantaine de mètres de haut. Il peut déployer une surface de voilure de 2 500 m2 pour sept voiles pouvant être rentrées en 30 secondes ; la gestion de celles-ci est entièrement informatisée. La propulsion est mixte entre moteurs électriques alimenté par des générateurs diesel et une voilure qui permet d'économiser 20 % de combustible,. Un accès à la mer, « hall nautique » de 85 m2, est aménagé à partir du pont inférieur pour les activités sportives : planche à voile, plongée, ski nautique, kayak…
Le Club Med 2 est immatriculé à Mata Utu afin de profiter d'avantages de défiscalisation,.
Le bateau est doté d'environ 170 cabines d'une vingtaine de m2 et d'autres un peu plus grandes,, ainsi que d'une dizaine de suites de taille supérieure,, pouvant recevoir environ 380 passagers et plus de 200 membres d'équipage, avec deux piscines et deux restaurants.
Le Club Med 2 navigue en Méditerranée et en Adriatique l'été, et en mer des Caraïbes l'hiver,. Afin de laisser les G.M. en escale dans la journée, le voilier navigue principalement la nuit. Les croisières sont gérées par le Club Méditerranée. Le bateau a été rénové en 2009 afin de poursuivre la politique de montée en gamme de l'entreprise ; il est considéré et classé comme un village de vacances flottant avec cinq tridents, soit le maximum de confort du Club Med. La clientèle est composée surtout de voyages d'affaires ou de couples. Le Club Méditerranée propose des croisières à thème, dont « famille », « cinéma » ou « découvertes », ainsi que parfois des destinations originales.